# Hugo Nyamé
Hugo Claude Patrick Nyamé (ur. 16 kwietnia 1986 w Duali) – kameruński piłkarz grający na pozycji bramkarza. Od 2020 jest zawodnikiem klubu Royal AM FC.

## Kariera klubowa
Swoją karierę piłkarską Nyamé rozpoczął w klubie Les Astres FC. W sezonie 2007/2008 zadebiutował w jego barwach w pierwszej lidze kameruńskiej. W sezonach 2009/2010, 2010/2011 i 2013 wywalczył z nim trzy wicemistrzostwa Kamerunu. W 2015 roku grał w Botafogo Duala, a w latach 2016-2017 w angolskim Progresso Associação do Sambizanga. W 2017 roku wyjechał do Południowej Afryki. W latach 2017–2019 grał tam w Royal Eagles FC, a w sezonie 2019/2020 - w Real Kings FC. W 2020 przeszedł do Royal AM FC.

## Kariera reprezentacyjna
W reprezentacji Kamerunu Nyamé zadebiutował 28 lipca 2013 w wygranym 1:0 meczu Mistrzostw Narodów Afryki 2014 z Gabonem, rozegranym w Jaunde. Od 2013 do 2016 wystąpił w kadrze narodowej 10 razy.